# 手彩色絵葉書
手彩色絵葉書（てさいしょくえはがき（てさいしき）、英語: Hand-tinted postcard）は、18世紀から20世紀初期にかけて（日本では戦前において）、風景・人物・文化・その他事象の写真を撮り、これを白黒印刷したものに手作業（通常、家内制手工業）で彩色した上で絵葉書の形式に仕上げたものをいう。
彩色は全て手作業であるため、厳密には全ての手彩色絵葉書は色が異なる。また、見た目にも一枚ごとに色が異なっている場合が多い。
日本の場合、異人が多かった長崎や横浜のものが多い。彩色においては木版画や浮世絵の職人が携わったとされている。

## ギャラリー
|  |  |

- 画像-1：1923年の米国、バージニア州はリッチモンドの8番通り（en / 通称：Broad Street Richmond, etc.）の交差点。
- 画像-2：ダチョウレースにおける、ダチョウと騎手とカート（1911年頃、米国はフロリダ州のジャクソンヴィル）。

|  |  |

- 画像-3：1910-1918年頃の長崎市、中島川の桜。
- 画像-4：左に同じく1912年の諏訪神社境内、諏訪公園。